# 切萨里亚·埃沃拉
切萨里亚·埃沃拉（葡萄牙語：Cesária Évora，葡萄牙語發音：[sɨˈzaɾiɐ ˈɛvuɾɐ]，有时翻译为塞萨莉亚·艾沃拉，1941年8月27日—2011年12月17日）是佛得角的一位倍受欢迎的歌唱家。由于在台上表演时总是不穿鞋子而有“赤脚歌后”的昵称。她也以“莫尔纳女王”而著称。

## 生平和歌唱生涯
埃沃拉（她的朋友称她为Cise）于1941年8月27日出生在佛得角圣维森特岛上的明德卢市。在她七岁的时候她的兼职音乐家的父亲去世了。由于她母亲没有能力抚养全部的六个孩子，她在十岁的时候被送往孤儿院生活。在她十六岁的时候她的朋友劝说她去一个水手餐馆里去唱歌。
在1960年代她除了为本地电台之外也开始在停靠在明德卢的葡萄牙邮轮上唱歌。一直到1985年在号称“莫尔纳之王”的佛得角歌手巴纳的邀请下才到葡萄牙演出。在里斯本的时候她被制作人José da Silva发现，并被邀请至巴黎录制唱片。
埃沃拉在国际上的声誉迟至1988年才来到，其时推出了她在法国录制的首部商业专辑《La Diva Aux Pieds Nus》（赤脚歌后）。在这部专辑发行之前，她在1987年录制了她的名为《Cesaria》的密纹唱片。这个唱片专辑后来在1995年以CD光盘形式再次发行。她在1992年发行的《Miss Perfumado》专辑在全世界售出超过30万张。这张专辑中包含了她的最受喜爱的歌曲之一——《怀念》（Sodade）。
她的1995年的专辑《Cesária》把她的国际声誉推向了新的高峰，同时也获得了首次格莱美奖提名。在1997年她赢得了全非音乐奖的三个奖项：最佳西非艺术家、最佳专辑和评委奖。在2003年她的《Voz d'Amor》专辑获得了在世界音乐奖项上的格莱美奖。
2006年埃沃拉在意大利遇见作词家、记者及唱片制作人Alberto Zeppieri。后者协助她把她的歌曲改编成意大利语。这个项目已经发行了它的第五张专辑，并给联合国世界粮食计划署提高知名度和筹集资金。埃沃拉从2003年起曾是该计划署的亲善大使。

## 去世

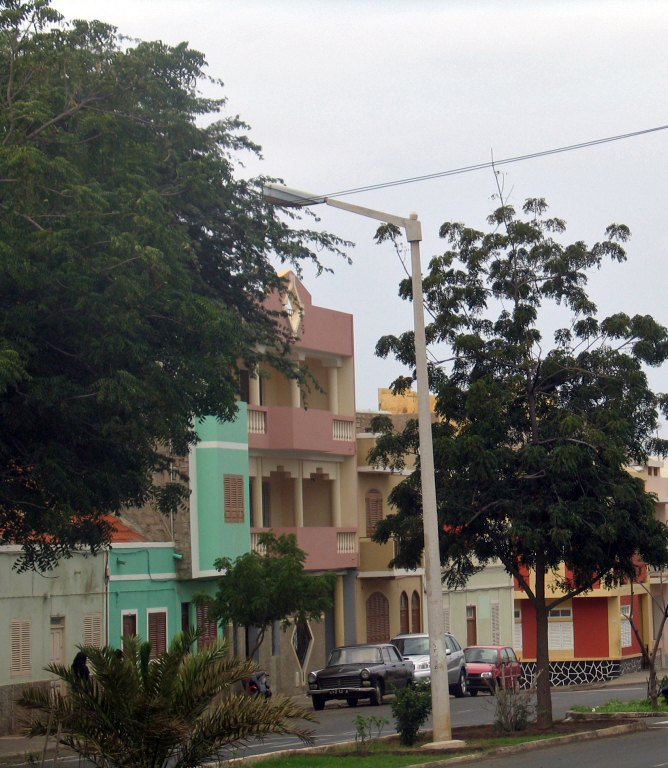
埃沃拉的故居

在2010年埃沃拉举办了一系列的音乐会，最后一场是5月8日在里斯本举行的。两天后在经受一场心脏病突发之后她被送到巴黎的一家医院做手术。在2011年9月埃沃拉的经纪人对外宣布，由于健康不佳的原因，埃沃拉将结束她的演唱生涯。
在2011年12月17日70岁高龄的埃沃拉因呼吸衰竭和高血压在佛得角圣维森特岛去世。一家西班牙报纸报道说，埃沃拉在明德卢的家因一直敞开大门而备受欢迎，在她去世前的36小时内她还在家招呼群众和抽烟。

### 去世后的影响
在2014年12月22日佛得角中央银行发行了一套新的纸币来纪念在文学、音乐和政治活动中取得卓越成就的佛得角名人。埃沃拉的头像出现在2000埃斯库多的纸币上。

## 专辑
- 《Cesaria》 (1987)
- 《La Diva Aux Pieds Nus》 (1988)
- 《Distino di Belita》 (1990)
- 《Mar Azul》 (1991)
- 《Miss Perfumado》 (1992)
- 《Cesária》 (1995)
- 《Cabo Verde》 (1997)
- 《Café Atlantico》 (1999)
- 《São Vicente di Longe》 (2001)
- 《Voz d'Amor》 (2003)
- 《Rogamar》 (2006)
- 《Nha Sentimento》 (2009)
- 《Cesaria Evora & ...》 (2010)
- 《Mâe carinhosa》 (2013，去世后发行的)